# Patrick O’Regan
Patrick Michael O’Regan (ur. 8 października 1958 w Bathurst) – australijski biskup rzymskokatolicki, arcybiskup metropolita Adelaidy od 2020.

## Życiorys
Święcenia kapłańskie otrzymał 2 września 1983 i został inkardynowany do diecezji Bathurst. Przez wiele lat pracował jako duszpasterz parafialny. W latach 2008–2009 pełnił funkcję tymczasowego administratora diecezji, a w kolejnych latach był kanclerzem kurii i (od 2012) wikariuszem generalnym.
4 grudnia 2014 papież Franciszek mianował go biskupem diecezjalnym diecezji Sale. Sakry udzielił mu 26 lutego 2015 metropolita Melbourne - arcybiskup Denis Hart.
19 marca 2020 został mianowany arcybiskupem metropolitą Adelaidy, zaś 25 maja 2020 kanonicznie objął urząd.